# 신한은행 NBS시스템
신한은행 NBS시스템은 2006년 10월부터 통합신한은행에서 사용하는 계산계 시스템이다.
보통 은행간 합병의 경우 합병주체은행의 전산에 일괄 통합하는방식을 채택하였으나 신한-조흥은행간 합병의 경우, 전산통합과 동시에 차세대 시스템으로 일괄 변경하는 방식을 채택하여 주목받았었다.

## 기존은행의 전산시스템
신한은행이나 조흥은행모두 계정계에는 UNISYS Clearpath 기종을 사용하였으며 정보계의 경우에는 신한은행의 경우 HP UNIX 시스템을 , 조흥은행의 경우 HITACHI 시스템을 사용하였다.
합병전인 2005년부터 두 은행 시스템간 Hot-line을 구축하여서, 양은행간의 통장정리,입출금등의 업무를 교차 처리하였으며 2006년 4월 합병할 때에 모든 점포에 상대은행 단말기를 설치하여 모든 업무를 처리할 수 있게 하였다.

## 통장기장
구 조흥은행의 경우 종합통장을 사용하여 한통장에 입출식예금, 적금, 예금을 통합관리하였으나, 구 신한은행의 경우 입출금통장은 별도로 발행하고 적금과 예금을 한통장에 3계좌씩 관리할 수 있도록 되었다.
합병 후에는 입출금예금의 경우, 입출식예금전용통장과 종합통장(입출식예금 + 적금/예금 2계좌)을 선택하여 발행하고 적금/예금의 경우에는 종합통장의 연결계좌로 발행하거나, 별도의 정기성통장에 발행하는 방식으로 바뀌었다.
통장 기장시에는 거래일의 경우 구조흥은행은 년월일 8자리를 연속인자하였으며, 구신한은행의 경우 년월일을 .(점)으로 구분하여 인자하였으나, 통합 후에는 년월일을 6자리로 연속 인자하게 되었다. 구통장의 경우, 기존방식대로 인자를 하게 한다.
다른 은행과의 거래의 경우 조흥은행은 은행명+지점번호4자리를 인자하고, 신한은행의 경우 은행명만 인자하였으나 통합 후에는 은행명+지점번호(2~4자리)를 인자한다. (점번호에 0이 선두에 있으면 모두 생략 인자된다.)

## 현금/직불카드 발행
- 구 조흥은행: 본부에서 공카드에 카드번호만 인자하여 본지점으로 배송후에, 고객이 발급신청을하면 카드번호를 전산에 입력하고 카드발급기에 삽입하여 계좌번호만 기록하고 즉시 발급하는 시스템이었다. 미리 엠보싱처리가 되어 있어서 카드 소유주의 성명은 인자되지 않았다.
- 구 신한은행: 공카드를 직접 본지점으로 배송하여, 고객이 발급신청을 할 경우, 전산시스템에서 바로 카드번호를 생성하고 지점의 카드발급기에 전문번호,카드번호를 입력하여 즉발하는 시스템이었다. 지점의 엠보싱기에서 즉발하는 시스템이라 카드소유주의 영문성명이 인자되어 있었다.
- 통합신한은행: 일반현금카드나 국내전용직불카드는 전산에서 즉시 번호를 생성하는 시스템을 채택하였고, 국내외겸용 직불카드의경우 본부에서 카드번호는 엠보싱처리하고, 지점에서 발급등록과 동시에 카드소유주의 성명을 로마자로 엠보싱 처리하는 방식을 채택하였다.

## 보안 카드
- 구 조흥은행 : 30개의 4자리 난수가 인쇄된 카드였다.
- 구 신한은행 : 35개의 3자리 난수가 인쇄된 카드였다.
- 통합신한은행 : 35개의 4자리 난수가 인쇄된 카드이다.(구조흥은행 시스템)